# Région des lacs de Finlande
La région des lacs (en finnois : Järvi-Suomi) est une région géographique de la Finlande qui désigne la majorité du centre et de l'Est du pays, là où se concentrent de nombreux lacs qui ont d'ailleurs valu le surnom de « pays des mille lacs » à la Finlande. Ce terme est couramment utilisé depuis les années 1930.
En moyenne, les lacs recouvrent dans cette région environ 25 % du territoire. Le reste est majoritairement forestier et peu peuplé, les principaux pôles urbains étant ceux de Kuopio et Jyväskylä.
Cette curiosité provient de l'effet des glaciations. Les glaciers ont dans un premier temps recouvert la totalité du pays, éliminant tout sol sédimentaire avant de buter sur le socle hercynien. Ce socle étant formé de roches très dures, les effets des glaciers n'ont été que superficiels, sculptant des centaines d'eskers de quelques dizaines de mètres de haut, seuls reliefs émergeant du paysage.
La deuxième étape est survenue lors du retrait des glaciers il y a 10 000 ans. Ceux-ci ont d'abord marqué une première pause dans leur recul, donnant naissance à la moraine frontale du Salpausselkä et au système morainique complexe du Suomenselkä. Un peu plus tard, ils ont laissé également la petite moraine de Maanselkä. Dans un contexte global de relief très peu marqué, ces moraines sont devenues des lignes de partage des eaux. Au sud se trouve le Salpausselkä, à l'ouest le Suomenselkä, au nord le Maanselkä, et à l'est les collines de Carélie, formées de pierres tellement dures qu'elles ont résisté aux glaciers.
L'eau de pluie ne pouvait alors s'évacuer que par deux brèches, donnant naissance aux fleuves Kymijoki et Vuoksi, pendant que l'eau remplissait progressivement les points les plus bas du bassin et formait un dédale de lacs dont le Saimaa est un très bon exemple. Pour cette raison, les lacs sont très étendus mais aussi peu profonds, et les collines qui les entourent ne les dominent généralement que de quelques dizaines de mètres.
La région des lacs est un paradis naturel et le gisement d'une précieuse matière première : le bois. Toutes les zones forestières exploitées sont systématiquement replantées.